# ミナ.クル
ミナ.クルは、石川県七尾市神明町に位置する複合商業施設である。
2006年（平成18年）7月1日、七尾駅前第二地区第一種市街地再開発事業として開業した。ビジネスホテルや各種テナントのほか、七尾市立図書館や行政施設などが入居している。
名称の由来は「皆来る」と「ミラクル」を掛け合わせたもの。
毎年11月から翌年2月にかけて、1階メイン広場で高さ5mのクリスマスツリーが設置さるイベントが開催されている。

## 歴史
- 2006年（平成18年）7月1日：開業。
- 2006年（平成18年）7月3日：市役所健康福祉部業務開始[4]。

## 施設構造
鉄骨鉄筋コンクリート造の地上6階建て。パトリアとは連絡通路「あい・あいばし」で連結されている。
| 連絡通路       | ミナ.クル      | ミナ.クル                         | ミナ.クル                         | ミナ.クル | ミナ.クル |
| -------------- | -------------- | --------------------------------- | --------------------------------- | --------- | --------- |
|                |                | ホテルアリヴィオ（フロントは1階） | ホテルアリヴィオ（フロントは1階） |           | 6階       |
| 5階            |                | ホテルアリヴィオ（フロントは1階） | ホテルアリヴィオ（フロントは1階） |           |           |
| 駐車場         | 4階            | ホテルアリヴィオ（フロントは1階） | ホテルアリヴィオ（フロントは1階） |           |           |
| あい・あいばし | 七尾市立図書館 | 七尾市立図書館                    | テナント                          | 駐車場    | 3階       |
|                | 七尾市役所     | 七尾市役所                        | テナント                          | 駐車場    | 2階       |
| テナント       | テナント       | テナント                          | 駐輪場                            | 1階       |           |

### テナント
テナントの詳細は、公式サイトを参照。

## 周辺施設
- 七尾駅
- 七尾市役所
- 七尾郵便局
- パトリア
- 能登食祭市場
- 石川県立七尾高等学校・石川県立七尾城北高等学校
- 七尾銀座通商店街・リボン通り商店街

## 交通
鉄道
- 七尾駅（JR七尾線・のと鉄道七尾線）徒歩1分未満。

バス
- 北鉄能登バス七尾駅［ミナ.クル前］バス停徒歩1分未満。
- 七尾市コミュニティバス七尾駅［ミナ.クル前］バス停徒歩1分未満。
- 丸一観光「ミナ.クル」徒歩1分未満。